# Elisabet av Braunschweig-Lüneburg
Elisabet av Braunschweig-Lüneburg, född 1553, död 1618, var en svensk grevinna.
Hon var dotter till hertig Otto II av Braunschweig-Lüneburg-Harburg (1528–1603) och Margareta von Schwarzburg-Leutenberg (1529–1559). 
Hon gifte sig 24 juni 1582 på slottet Harburg i Braunschweig i Tyskland med den svenska greve Erik Brahe (1552–1614), greve av Visingsborg. Äktenskapet var olyckligt, dels för att han var katolik och hon protestant, men också på grund av Eriks upprepade otrohet.
Hon blev änka 1614. Som sådan blev hon indragen i en långdragen och uppmärksammad arvstvist om tillgängligheten till grevskapet Visingsborg. 